# Comuna Sežana
Sežana (Občina Sežana) este o comună din Slovenia, cu o populație de 11.842 de locuitori (2002).

## Localități
Avber, Bogo, Brestovica pri Povirju, Brje pri Koprivi, Dane pri Sežani, Dobravlje, Dol pri Vogljah, Dolenje, Dutovlje, Filipčje Brdo, Godnje, Gorenje pri Divači, Gradišče pri Štjaku, Gradnje, Grahovo Brdo, Griže, Hribi, Jakovce, Kazlje, Kopriva, Kosovelje, Krajna vas, Kregolišče, Kreplje, Križ, Krtinovica, Lipica, Lokev, Mahniči, Majcni, Merče, Nova vas, Orlek, Plešivica, Pliskovica, Podbreže, Poljane pri Štjaku, Ponikve, Povir, Prelože pri Lokvi, Pristava, Raša, Ravnje, Razguri, Sela, Selo, Senadolice, Sežana, Skopo, Stomaž, Šepulje, Šmarje pri Sežani, Štjak, Štorje, Tabor, Tomaj, Tublje pri Komnu, Utovlje, Veliki Dol, Veliko Polje, Voglje, Vrabče, Vrhovlje, Žirje